# Вірлянка
Вірлянка — річка в Україні, у Кременецькому районі Тернопільської області. Ліва притока Ікви (басейн Стиру).

## Розташування
Довжина річки близько 8 км. Тече в межах Кременецько-Дубенської рівнини. Початок бере у селі Комарівка, впадає у річку Іква поблизу сіл Савчиці та Куликів.

## Опис
Протікає долиною (у верхній течії на північ, далі на схід), утворюючи заплаву до 250 м, у верхній течії пересихає. На річці є безліч ставків, починаючи від села Комарівка та до хутора Вірля (Урля), що відноситься до села Савчиці.

## Походження назви
Назву річці дав хутір Вірля (Урля або Орля), від слова «орел», у якому знаходиться монастир, звідси бере свій початок Почаївська чудотворна ікона Божої Матері.
| Річка | Це незавершена стаття про річку. Ви можете допомогти проєкту, виправивши або дописавши її. |